# نسرین (خواننده)
نسرین کیوان‌فر (زادهٔ ۲۸ فروردین ۱۳۲۸) که با نام هنری نسرین شناخته می‌شود، خواننده موسیقی پاپ ایرانی است که در پیش از انقلاب، فعالیت خود را آغاز کرد.

## زندگی‌نامه
نسرین کیوان‌فر در ۲۸ فروردین ۱۳۲۸ در تهران متولد شد. وی در زمستان سال ۱۳۵۱ از شغل منشی‌گری به خوانندگی روی آورد و اولین ترانهٔ او در همین سال از ساخته‌های صدرالدین مهوان به‌نام «مگه نه» با شعری از تورج نگهبان، ضبط و منتشر شد. صدای نسرین از طرف شورای موسیقی مورد تأیید قرار نگرفت و این ترانه برای اجرا به مهستی سپرده شد.  
اولین ترانهٔ منتشر شده از وی در رادیو، اثر دیگری از ساخته‌های صدرالدین مهوان با نام «تک‌درخت» بود که در تابستان سال ۱۳۵۲ به پخش رسید. پس از آن ترانه، ترانه‌های دیگری همانند «تو اون‌جا و من این‌جا» و «گناه از تو» بود که به‌ترتیب آثاری از عباس شاپوری و جهانبخش پازوکی بودند، منتشر شدند.‌

### شهرت
شهرت نسرین با انتشار ترانهٔ «از تو گفتن» و «یاد تو» که آثاری از حسین صمدی با سروده‌ای از محمدعلی بهمنی و عبدالله الفت بود، آغاز شد. وی تا سال ۱۳۵۷ نسرین در ردیف پرکارترین خواننده‌‌ها به شمار می‌رفت که با چهره‌های شناخته‌شدهٔ بسیاری در آن دوره همکاری داشت. 

### انقلاب و کناره گرفتن
پس از انقلاب ۱۳۵۷، نسرین از طرفی به‌دلایل شخصی و از طرفی دیگر به‌علت نبود شرایط برای ادامهٔ فعالیت‌های هنری، کار هنری را کنار گذاشت. وی به‌همراه شوهر و دخترش سروناز در ویرجینیای آمریکا زندگی می‌کند.
در آبان ۱۳۹۶ نسرین برای نخستین بار پس از انقلاب اسلامی در یک گفتگوی مطبوعاتی با بی.بی.سی شرکت کرد و در آن اشاره کرد که مدتی پیش از انقلاب اسلامی در پی ازدواج، خوانندگی را کنار گذاشت و با خانواده به آمریکا کوچ کرد.
«نسرین» در فروردین ۱۴۰۳ مهمان ویژه برنامه «نوبهار» صدای آمریکا شد و از خاطرات «رنگارنگ» سال‌هایی گفت که صدای زن در ایران ممنوع نبود و با صدای خاطره‌انگیزش خواند.

## همکاری هنری
نسرین بیش از ۵۰ ترانه خوانده‌است که حاصل همکاری با حسین صمدی، عباس شاپوری، فریدون خشنود، جهانبخش پازوکی و جواد لشکری بود. او یکی از اولین خوانندگان شوی تلویزیونی رنگارنگ بود.
در سال ۱۳۷۴، گلچینی از بهترین‌های نسرین در دهه ۱۳۵۰ در آلبومی به‌نام «عروس» توسط کمپانی کلتکس رکوردز منتشر شد.

## ترانه‌شناسی
| نام ترانه                                                                       | ترانه‌سرا       | آهنگساز            | تنظیم               | سال تولید     |
| ------------------------------------------------------------------------------- | -------------- | ------------------ | ------------------- | ------------- |
| مگه نه                                                                          | تورج نگهبان    | صدرالدین مهوان     | صدرالدین مهوان      | ۱۳۵۱          |
| تک درخت                                                                         | هاشم محجوب     | صدرالدین مهوان     | صدرالدین مهوان      | ۱۳۵۲          |
| تو اونجا و من اینجا                                                             |                | عباس شاپوری        |                     | ۱۳۵۲          |
| از تو گفتن                                                                      | محمدعلی بهمنی  | حسین صمدی          |                     | ۱۳۵۲          |
| یاد تو                                                                          | عبدالله الفت   | حسین صمدی          |                     | ۱۳۵۲          |
| امید فردا                                                                       |                |                    | سیمین آقارضی        |               |
| گناه از تو بود                                                                  | جهانبخش پازوکی | جهانبخش پازوکی     | جهانبخش پازوکی      | ۱۳۵۲          |
| طوفان جنون                                                                      | بهادر یگانه    | عطاالله خرم        |                     | پاییز ۱۳۵۳    |
| قصه تقدیر این ترانه با نام‌های «آن دوتا چشم درشت» و «چشم سیاه» نیز شناخته می‌شود. | هومن ذکایی     | فریدون خوشنود      | فریدون خوشنود       | ۱۳۵۳          |
| پیرهن گلی                                                                       | جعفر پورهاشمی  | ناصر آهنیان        | ترانه فیلم فراشباشی | ۱۳۵۴          |
| عاشق شهر (دیوونه شهر شما)                                                       | جهانبخش پازوکی | جهانبخش پازوکی     | جهانبخش پازوکی      | ۱۳۵۴          |
| میخانه                                                                          | سیمین بهبهانی  |                    |                     | ۱۳۵۴          |
| تو برام همیشه باش                                                               | لیلا کسری      | فریدون خشنود       | فریدون خشنود        | ۱۳۵۴          |
| برج بلور                                                                        | لیلا کسری      | فریدون خشنود       | فریدون خشنود        | ۱۳۵۵          |
| آیینه عشق                                                                       | مهدی لواسانی   | سلیمان اکبری       |                     | ۱۳۵۵          |
| تب رهایی                                                                        |                |                    |                     |               |
| هنوز دیر نیست (خوب من)                                                          | جهانبخش پازوکی | جهانبخش پازوکی     | جهانبخش پازوکی      | ۱۳۵۵          |
| قاصد نور                                                                        | جهانبخش پازوکی | جهانبخش پازوکی     | جهانبخش پازوکی      |               |
| چشمان سیاه                                                                      | هما میرافشار   | محمد حیدری         | محمد حیدری          |               |
| بازگشت                                                                          |                |                    |                     |               |
| گل‌های انار                                                                      | لیلا کسری      | فریدون خشنود       | فریدون خشنود        |               |
| رنگین کمان                                                                      | لیلا کسری      | فریدون خشنود       | فریدون خشنود        |               |
| همیشه مهربان باش                                                                |                |                    |                     |               |
| شکسته دل                                                                        |                |                    |                     |               |
| ریشه                                                                            |                |                    |                     |               |
| ای روزگار                                                                       |                | جواد لشکری         |                     |               |
| غصه چیه غم کدومه                                                                |                |                    |                     |               |
| چه حاصل                                                                         | جهانبخش پازوکی | جهانبخش پازوکی     | ناصر چشم‌آذر         | تیر ۱۳۵۶      |
| بیعت                                                                            | مهدی لواسانی   | سلیمان اکبری       |                     | ۱۳۵۶          |
| باورت کرده بودم                                                                 | منصور تهرانی   | منوچهر چشم‌آذر      | منوچهر چشم‌آذر       | ۱۳۵۶          |
| تسبیح                                                                           | بیژن سمندر     | احمدرضا موید محسنی |                     | ۱۳۵۶          |
| خوشا دولت مستی                                                                  | سیمین بهبهانی  | جواد لشکری         | جواد لشکری          | ۱۳۵۶          |
| غربت                                                                            |                |                    |                     | ۱۳۵۶          |
| خنده سراب                                                                       | بهادر یگانه    | جواد لشکری         | جواد لشکری          | ۱۳۵۶          |
| زیر چتر قشنگ تو                                                                 |                |                    |                     | ۱۳۵۶          |
| قسمت                                                                            | بیژن سمندر     | بهمن آزادی         | منوچهر چشم آذر      | ۱۳۵۶          |
| عروس                                                                            | مسعود فردمنش   | سلیمان اکبری       | ناصر چشم‌آذر         | دی ۱۳۵۶       |
| طلوع فردا                                                                       |                |                    |                     |               |
| این که گفتن نداره                                                               |                | سلیمان اکبری       |                     | ۱۳۵۷          |
| عزیز                                                                            | علی برجسته     | مرتضی برجسته       | ناصر چشم‌آذر         | اردیبهشت ۱۳۵۷ |
| هم‌صدا (دو صدایی با ضیا)                                                         | بیژن سمندر     |                    |                     | خرداد ۱۳۵۷    |
| تازه خانه (دو صدایی با ضیا)                                                     |                |                    |                     | مرداد ۱۳۵۷    |
| دختر شیرازی (دو صدایی با ضیا)                                                   |                |                    |                     | ۱۳۵۷          |